# ヨハン・ゼバスティアン・バッハ (画家)

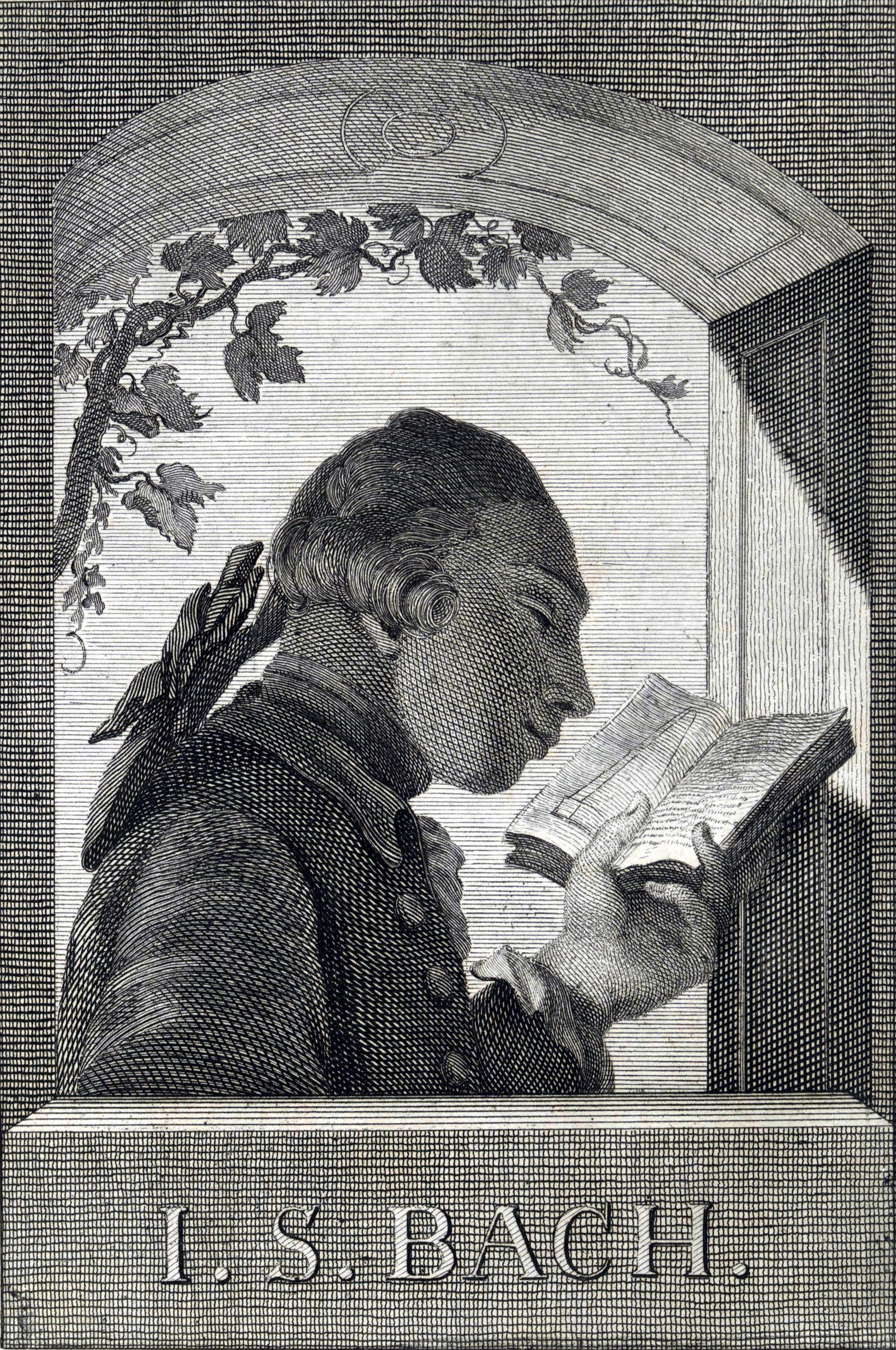
小ヨハン・ゼバスティアン・バッハ、C・W・グリースマン作、1791年。

ヨハン・ゼバスティアン・バッハ（ドイツ語: Johann Sebastian Bach、1748年9月26日 - 1778年9月11日）は、ドイツの画家。同名の作曲家ヨハン・ゼバスティアン・バッハの孫にあたる（作曲家の息子であるカール・フィリップ・エマヌエル・バッハの次男）。

## 生涯
ベルリンで生まれ、ライプツィヒでアダム・フリードリヒ・エーザーの指導を受けた。1773年5月にドレスデンに移り、続いて1776年2月に父が宮廷楽長を務めるハンブルクに移った。1776年9月に修業のためにローマに向かうが、到着直後の1777年2月に重病になり、1778年に死去した。
生前は画家として有名であり、その作品は現代ではコーブルク、ドレスデン、ハンブルク、ライプツィヒ、ウィーンに残っている。

## 作風
バッハは主に人々が雑踏する田園の風景の絵画を描いており、彼の作品からはサロモン・ゲスナーの影響が見られる。晩年は人物を表現するようになり、歴史や神話に関する絵画を描くようになった。またゴットリープ・ラベナーとクリスティアン・フェリクス・ヴァイセの著作の挿絵やビネットも描いた。

## ギャラリー

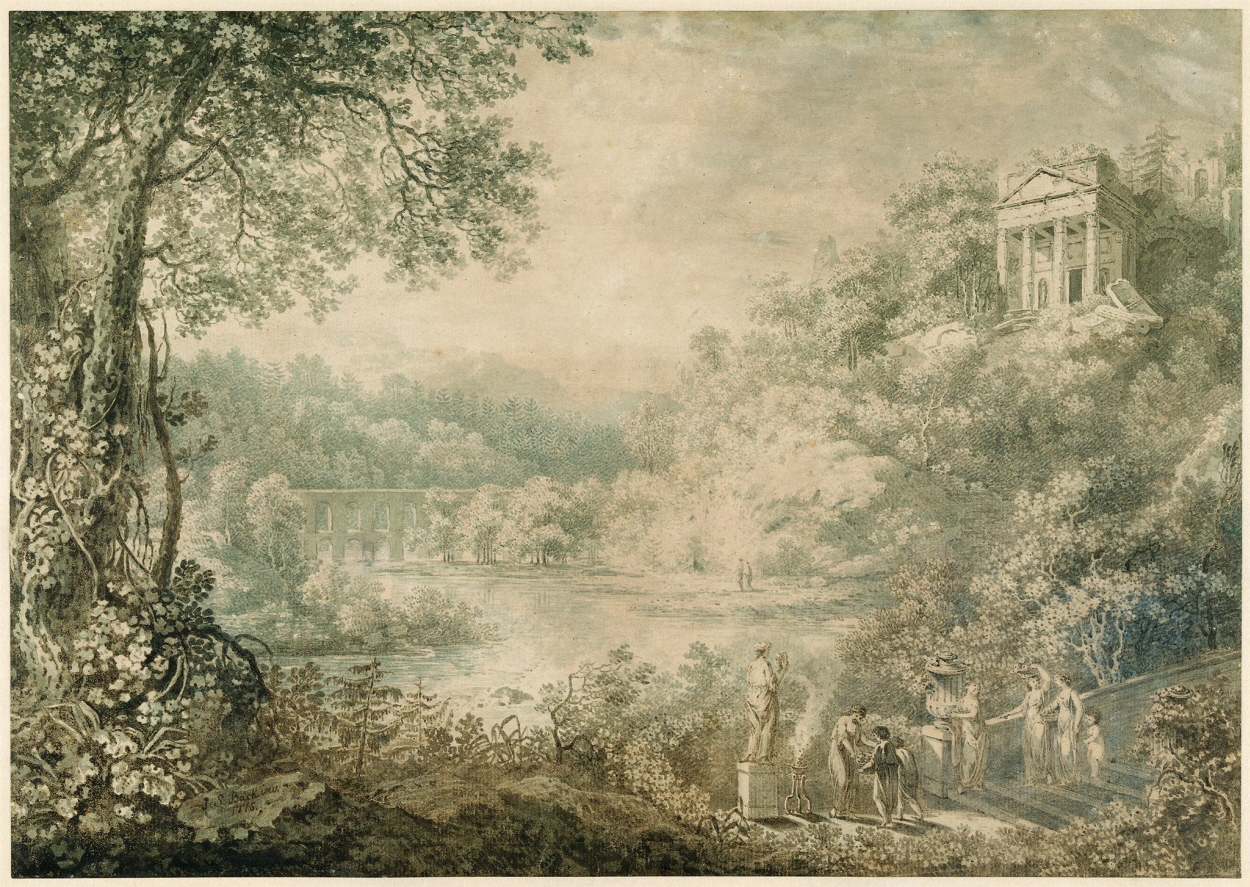
神殿と水路のある田園の風景、1776年
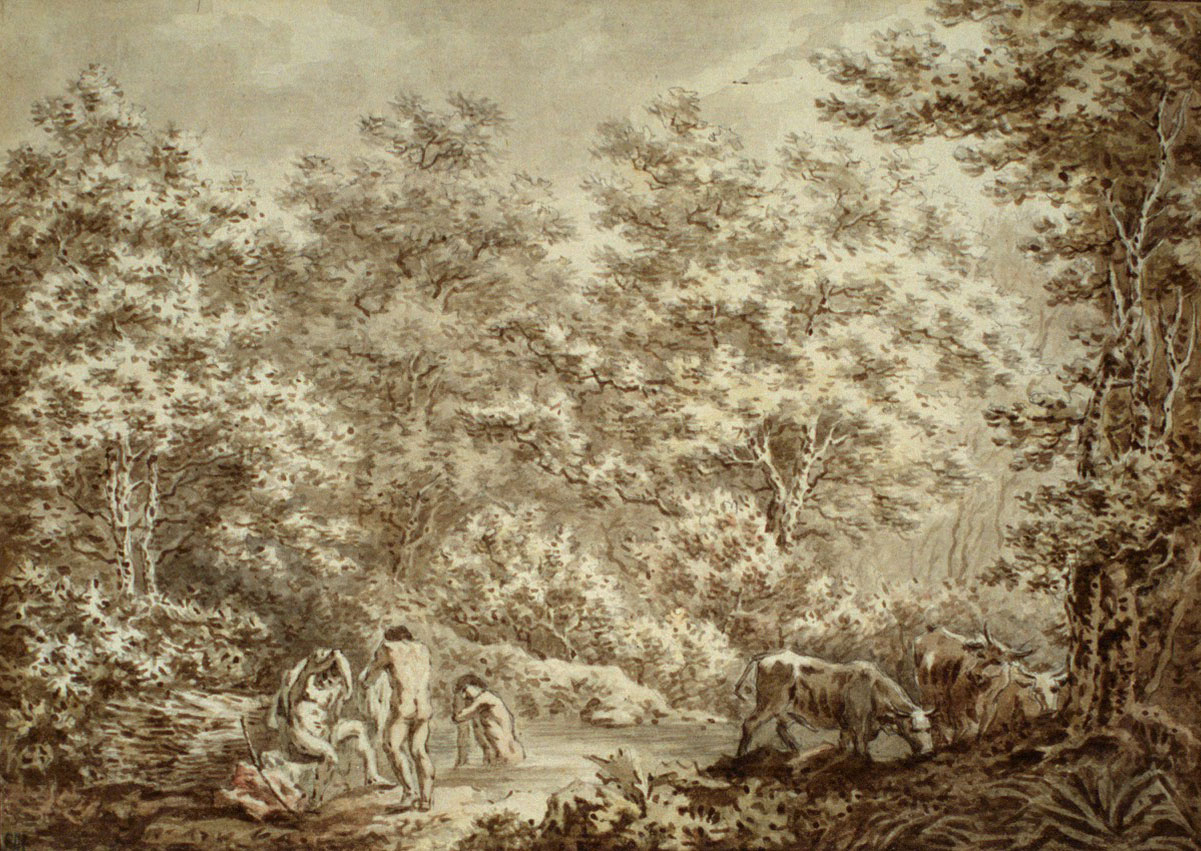
森の中で入浴する羊飼い
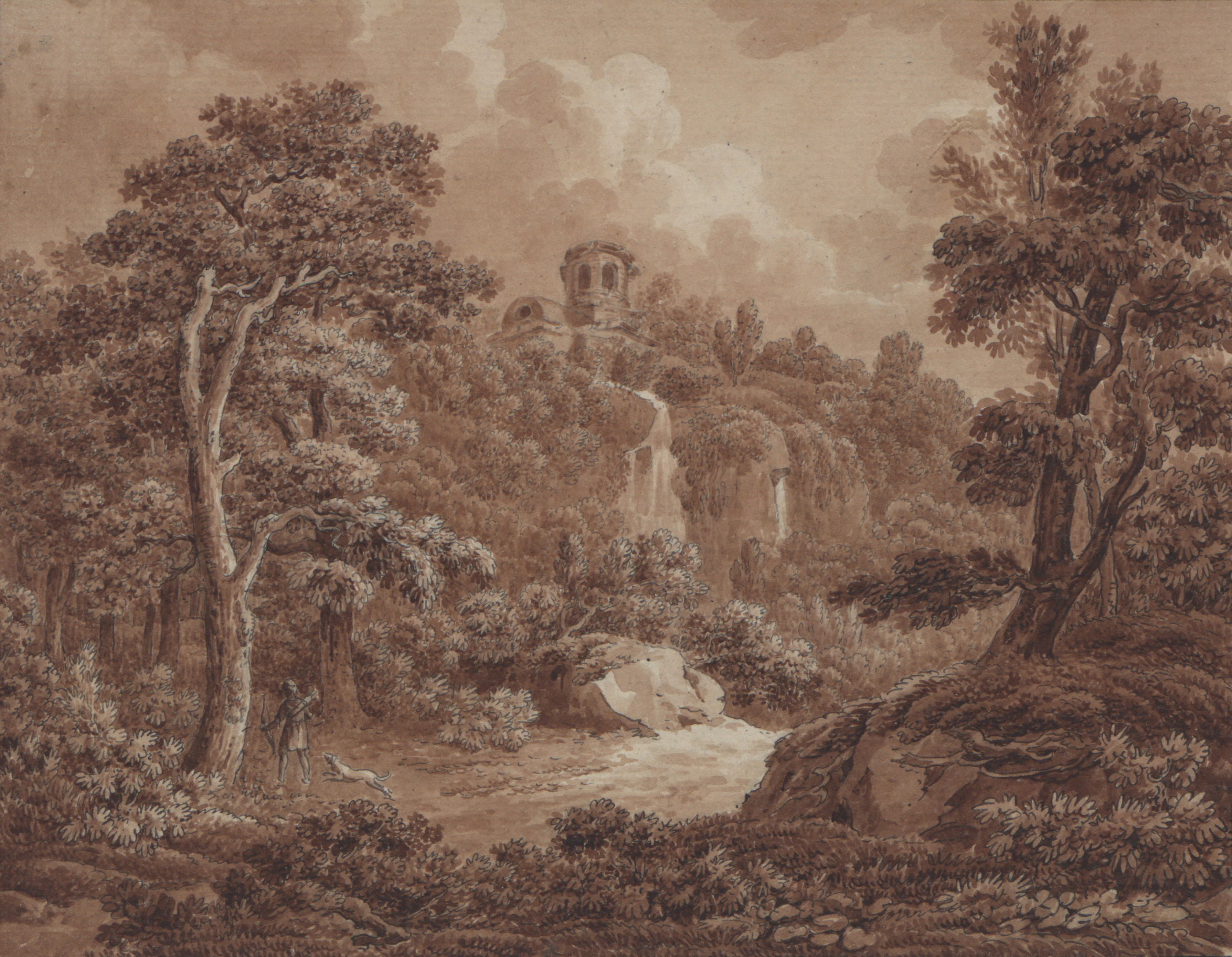
猟師と犬のいるアルカディアの風景
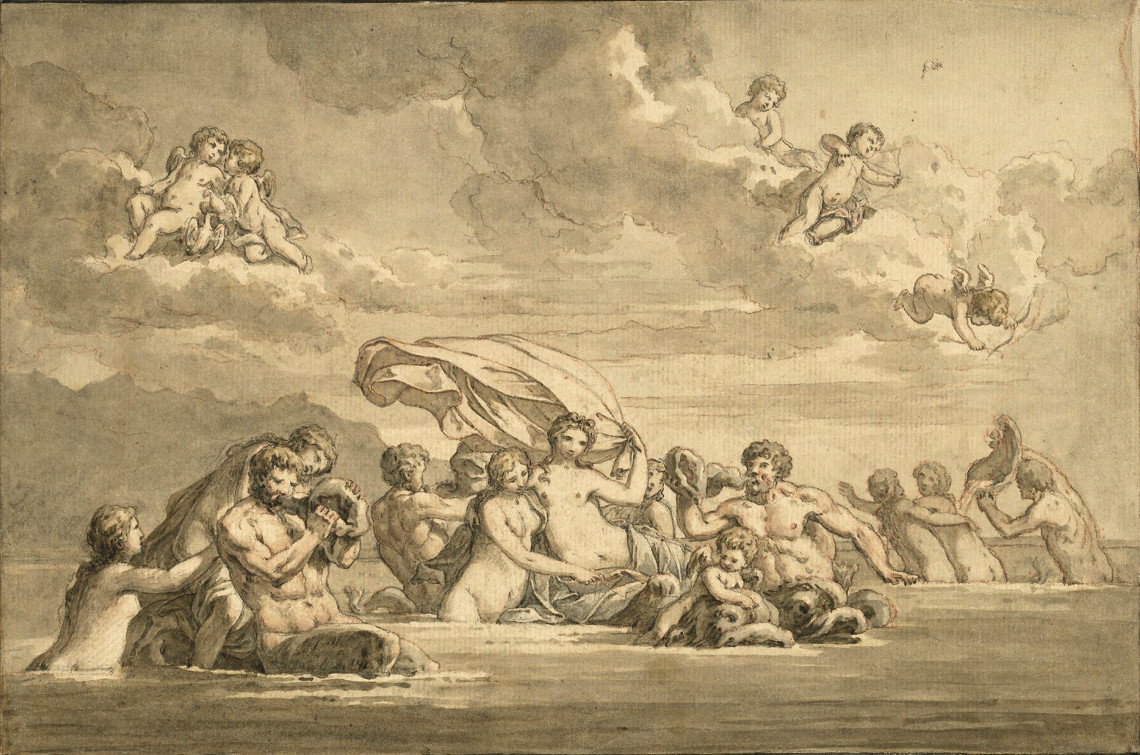
ガラテイアの勝利、1778年
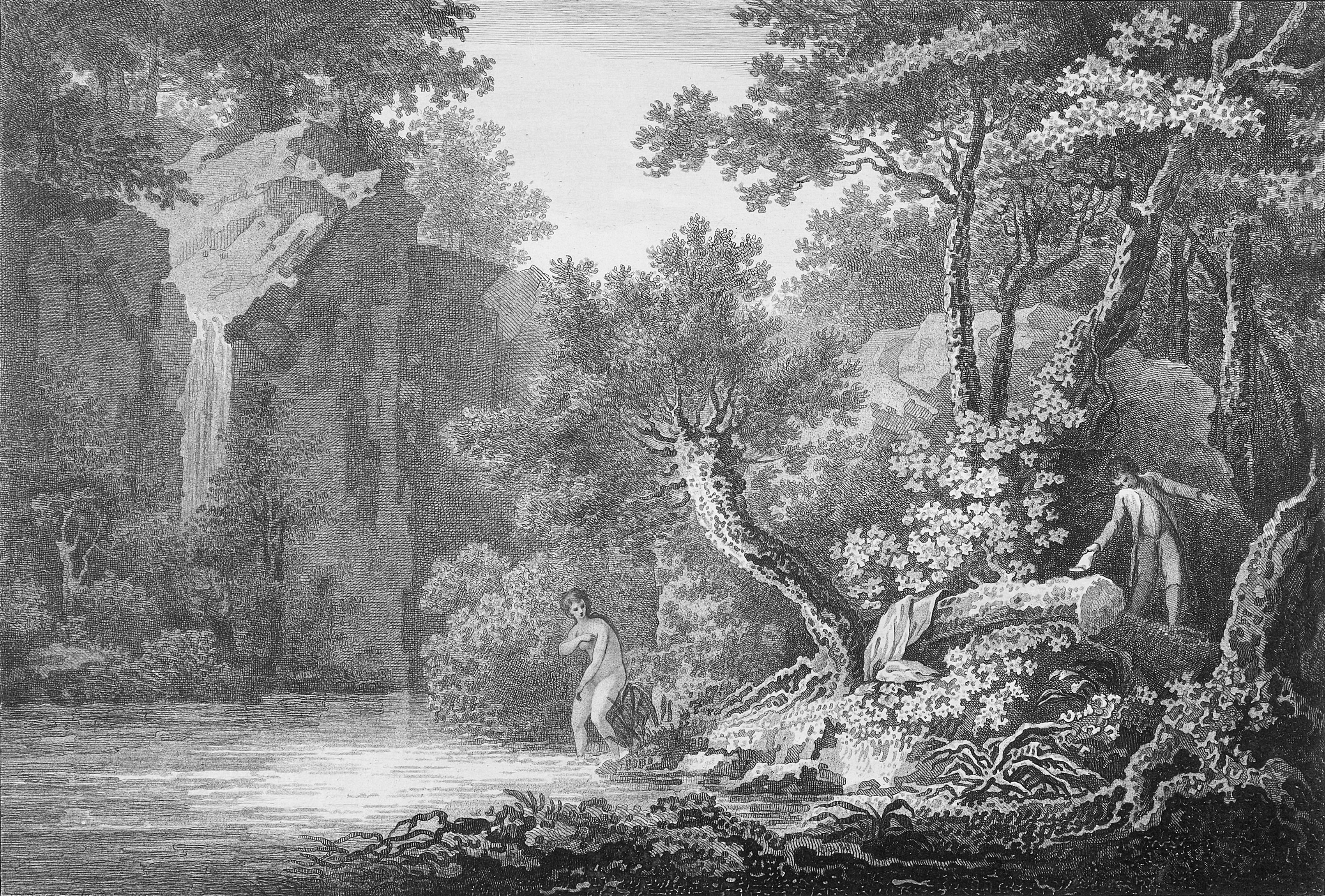
ダモス・ウント・ムシドラ（英語版）、1777年（画像はそれに基づくヨハン・フリードリヒ・バウゼ（英語版）の版画）